# Confessions of a Pit Fighter
Confessions of a Pit Fighter è un film del 2005 diretto da Art Camacho, ambientato nel mondo dei combattimenti clandestini di strada.

## Trama
Eddie Castillo (Hector Echavarria) è un ex-combattente di strada, appena uscito dal carcere e sogna rifarsi una vita tranquilla, lontano dal mondo dei combattimenti clandestini. Tuttavia, dopo che il suo adorato fratello viene ucciso nel ring da un nuovo micidiale combattente, Eddie decide di vendicarsi, al costo di "rientrare nel giro".